# 土木材料
土木材料，比較廣義的應指為工程(土木、建築、水利、大地工程等等)所使用之材料。

## 分類

### 金屬材料
由金屬礦物提煉而成之材料如鐵鋁銅鉛合金鋼等。   
金屬材料之特性乃在於其力學性質之優點，但金屬材料暴於大氣中和水份、二氧化碳、氧氣等元素結合成化合物狀態，即成為銹蝕是為金屬大之缺點;在工程材料中如鋼骨、鋼筋、鋼鈑、鋼架等均為金屬材料。   
而金屬材料又分為鐵金屬和非鐵金屬，鐵金屬包括鐵和合金。   
合金的種類有   
- 合金鋼
- 鑄鐵
- 碳鋼
- 不銹鋼

非鐵金屬又分   
- 重要者:常使用之工程材料如鋁銅鉛鎂鎳錫鋅等
- 次重要:銻鉍鎘汞鈦等
- 合金元素:

### 非金屬材料
為取自岩石、黏土礦物或經加工製造而成之材料，如砂、石、水泥、磁磚、紅磚、玻璃等均為非金屬材料。

### 複合材枓
為取自各種不同材料之優點而將多種材料混合而成，以滿足各種用途之需之新材料。   

### 聚合物材料
由許多小分子單元重複連結而成的巨分子受為聚合物，如聚乙烯、尼龍、竹子、木材等等。